# 垣内己山
垣内 己山（かきうち きざん）は江戸時代後期の医師、漢詩人。紀伊国湯浅村古碧吟社盟主。

## 生涯
天明3年（1783年）紀伊国有田郡栖原村に医師垣内亨斎の長男として生まれた。幼くして紀州藩督学伊藤海嶠に経史を学んだ。京都に出て和田東郭・賀川子玄に医術を学び、特に産科に長じた。
帰郷後、家業を継ぐ傍ら詩文に興じた。当時の南紀文壇が古学的注釈学に終止する中、一人南宋范成大・楊万里を模範とした清新派漢詩に打ち込んだ。菊池渓琴と湯浅村・栖原村の同人を集めて古碧吟社を結成し、盟主に就任した。野呂松盧を師とし、当初月3,4回同人宅の持ち回りで詩会を開催したが、各家庭に迷惑がかかったため、湯浅村島之内旅館広久を本拠に定め、古碧楼と号した。
和歌山で盛唐詩を模範とした原田霞裳とも親交を結び、「南北の両雄」と並び称された。霞裳の死後、その遺稿を整理し、天保4年（1833年）8月千鐘房から『漱芳園遺稿』を出版した。
晩年銚子に移った。天保8年（1837年）6月11日疫病により55歳で死去し、施無畏寺に葬られた。文久元年（1861年）6月石田冷雲撰書による墓碑が建てられた。

## 著書
- 「間窓偶筆」 - 明治19年（1886年）序。浅田栗園閲。銚子済生病院林渓城の求めで刊行された。大坂・紀州・総州で経験した症例や、文政5年（1822年）のコレラ流行について記す[8][9]。
- 「杏林摘葩」[1]
- 「閑窓筆語」[1]
- 「詩文稿」[1]
- 「医談雑記」[10]
- 「己山遺稿」[11]
- 「梧窓随筆」[12]

## 親族
- 祖父：垣内松渓（鳳儀、全庵）
- 父：垣内亨斎（達、全庵） - 有田郡宮崎城主石井兵庫久方子孫森川氏の子。三木三庵に医術を学び、種痘に通じた。天保3年（1832年）9月30日病没[13]。
- 母：町（妙照）[3] - 松渓と後妻野尻氏の次女[13]。琴・書道を嗜んだ。嘉永4年（1851年）9月24日89歳で病没[3]。
- 次妹 - 古田氏に嫁いだ[3]。
  - 甥：古田致恭[3]
- 三妹 - 藤白鈴木氏に嫁いだ[3]。
  - 姉妹3人[13]
- 妻：栗山氏[3]
  - 長男：垣内白峰 - 詩に長じた[1]。
  - 次男：垣内熊皐 - 朗詠に長じた[1]。
  - 四男：古田咏処 - 俳諧・書画・音楽に長じた[1]。
  - 子：垣内梅嶺 - 名は栄、字は君芳。古碧吟社同人[14]。
  - 娘4人[13]